# فهرست‌های میراث جهانی

نشان‌واره کمیته میراث جهانی

فهرست‌های میراث جهانی (انگلیسی: Lists of World Heritage Sites) فهرستی از فهرست‌های مکان‌های میراث جهانی است. میراث جهانی، محلی است که توسط سازمان آموزشی، علمی و فرهنگی ملل متحد (یونسکو) به عنوان مکانی با اهمیت فرهنگی یا فیزیکی ویژه ثبت شده است.

## فهرست‌های عمومی
- مکان‌های سابق میراث جهانی
- فهرست میراث جهانی در معرض خطر
- فهرست میراث جهانی بر پایه سال ثبت
- میراث جهانی بر پایه کشور

## بر پایه قاره

### آسیا
- شهر ممنوعه
(چین)
- کونارک
(هند)
- تخت جمشید
(ایران)
- معبد ایتسوکوشیما
(ژاپن)

- فهرست میراث جهانی در آسیای شرقی
  - فهرست میراث جهانی در چین
  - فهرست میراث جهانی در ژاپن
  - فهرست میراث جهانی در مغولستان
  - فهرست میراث جهانی در کره شمالی
  - فهرست میراث جهانی در کره جنوبی

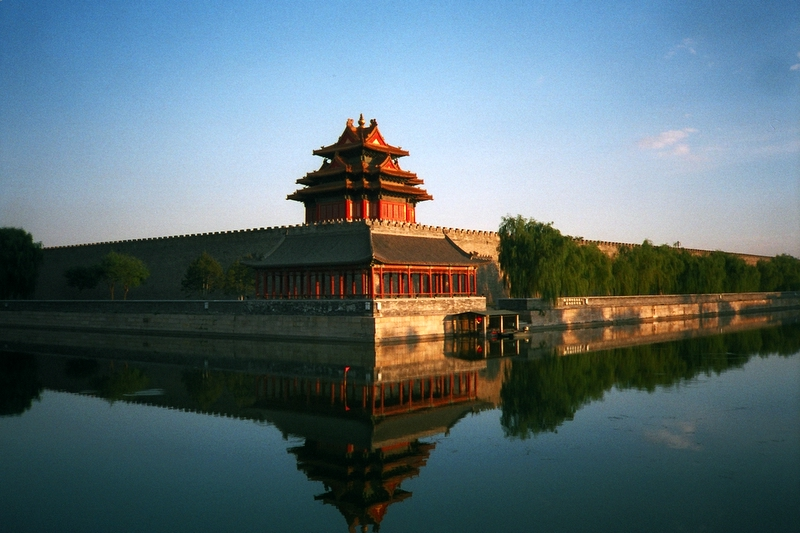
شهر ممنوعه (چین)
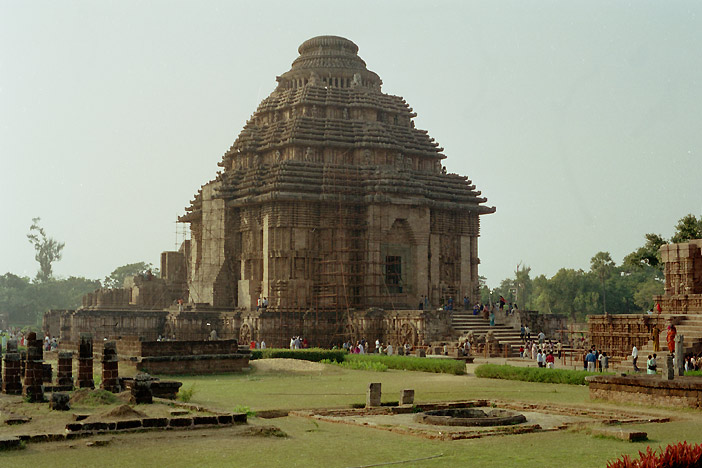
کونارک (هند)
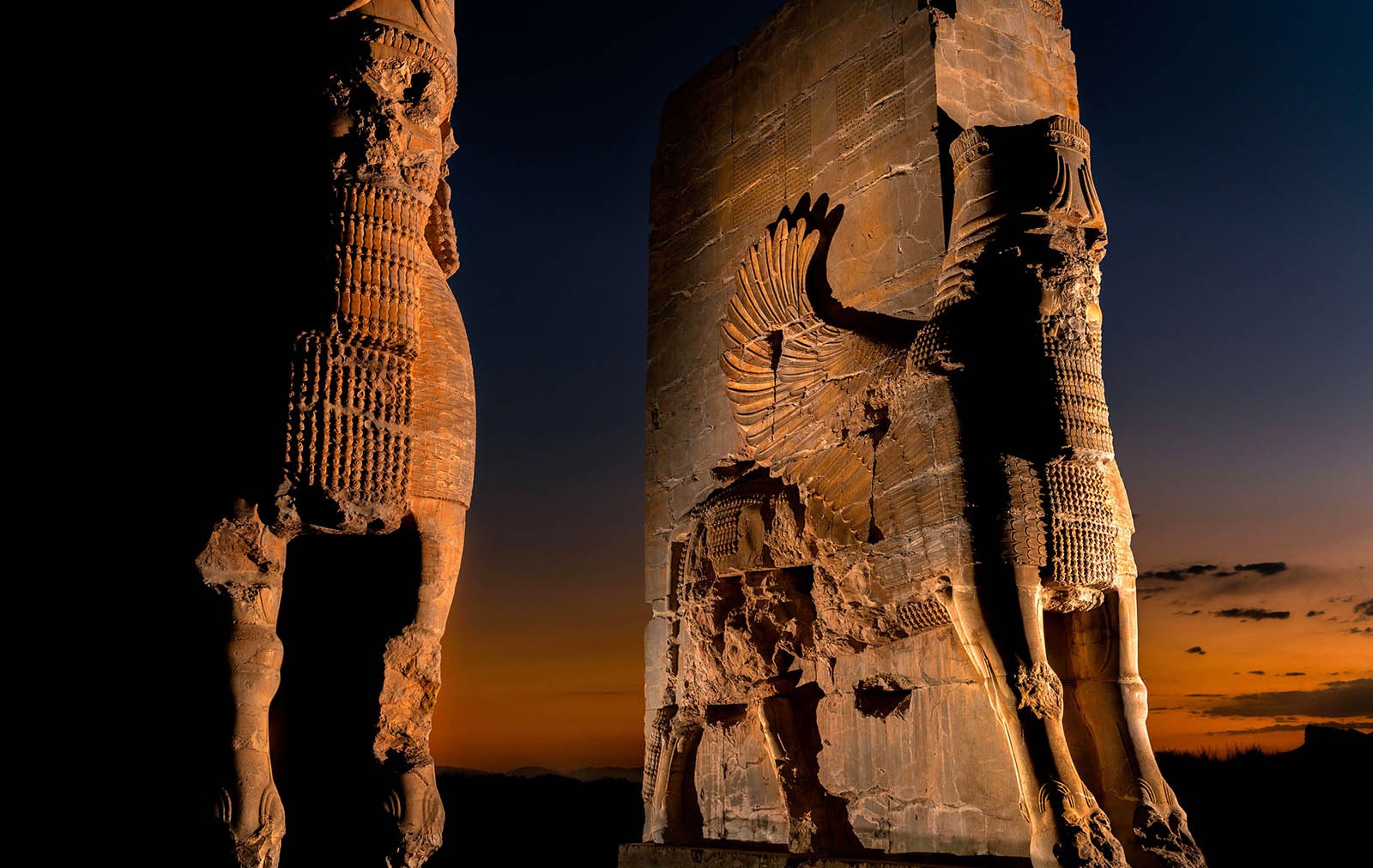
تخت جمشید (ایران)
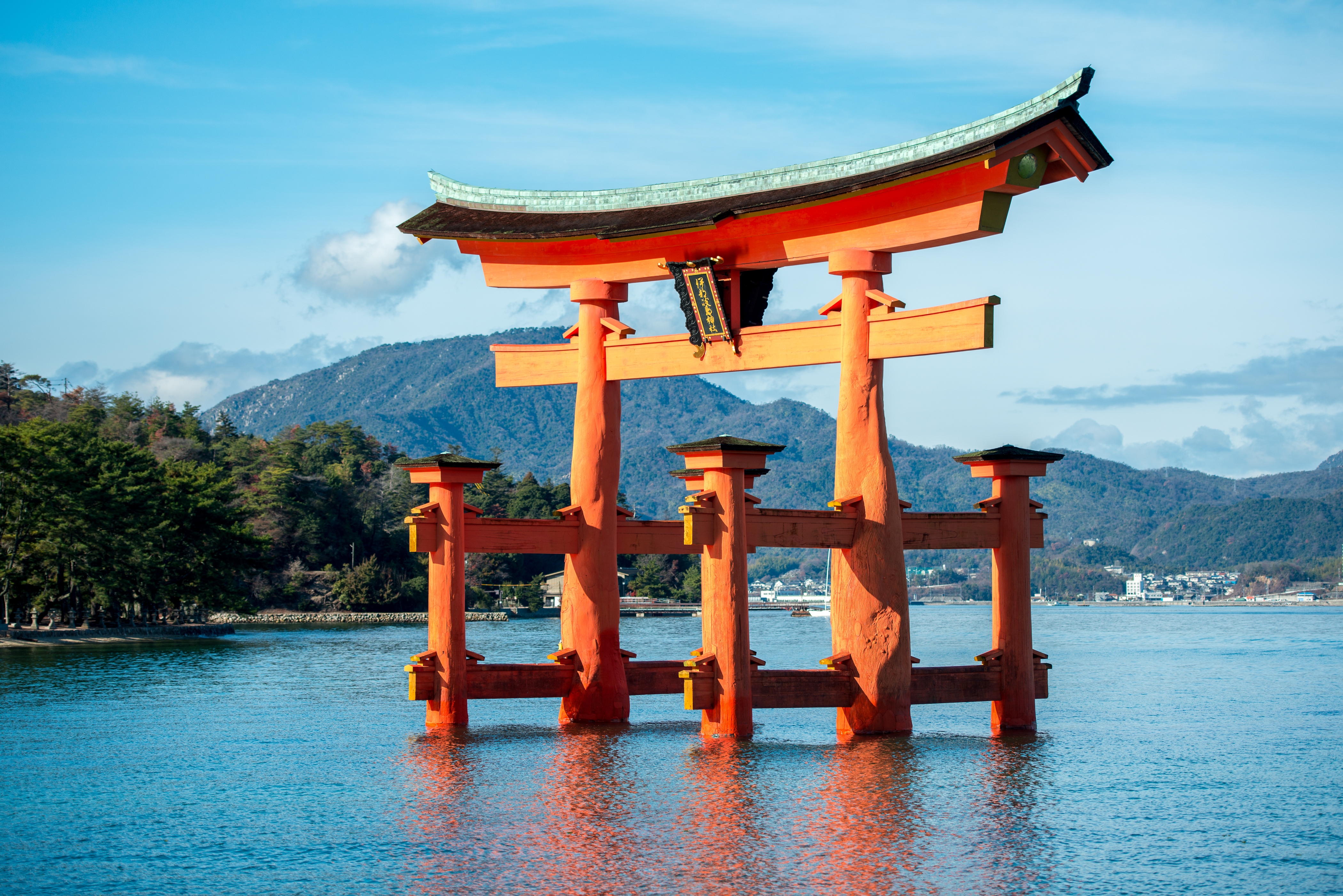
معبد ایتسوکوشیما (ژاپن)

- فهرست میراث جهانی در شمال و آسیای مرکزی
  - فهرست میراث جهانی در قزاقستان
  - فهرست میراث جهانی در قرقیزستان
  - فهرست میراث جهانی در تاجیکستان
  - فهرست میراث جهانی در ترکمنستان
  - فهرست میراث جهانی در ازبکستان
- فهرست میراث جهانی در جنوب شرق آسیا
  - فهرست میراث جهانی در کامبوج
  - فهرست میراث جهانی در اندونزی
  - فهرست میراث جهانی در لائوس
  - فهرست میراث جهانی در مالزی
  - فهرست میراث جهانی در میانمار
  - فهرست میراث جهانی در فیلیپین
  - فهرست میراث جهانی در جنوب شرق آسیا
  - فهرست میراث جهانی در تایلند
  - فهرست میراث جهانی در ویتنام
- فهرست میراث جهانی در جنوب آسیا
  - فهرست میراث جهانی در افغانستان
  - فهرست میراث جهانی در بنگلادش
  - فهرست میراث جهانی در هند
  - فهرست میراث جهانی در نپال
  - فهرست میراث جهانی در پاکستان
  - فهرست میراث جهانی در سریلانکا
- فهرست میراث جهانی در غرب آسیا
  - فهرست میراث جهانی در عربی
  - میراث جهانی در ایران
  - فهرست میراث جهانی در اسرائیل
  - فهرست میراث جهانی در عربستان سعودی
  - فهرست میراث جهانی در فلسطین
  - فهرست میراث جهانی در اردن
  - فهرست میراث جهانی در ایمن

### آفریقا

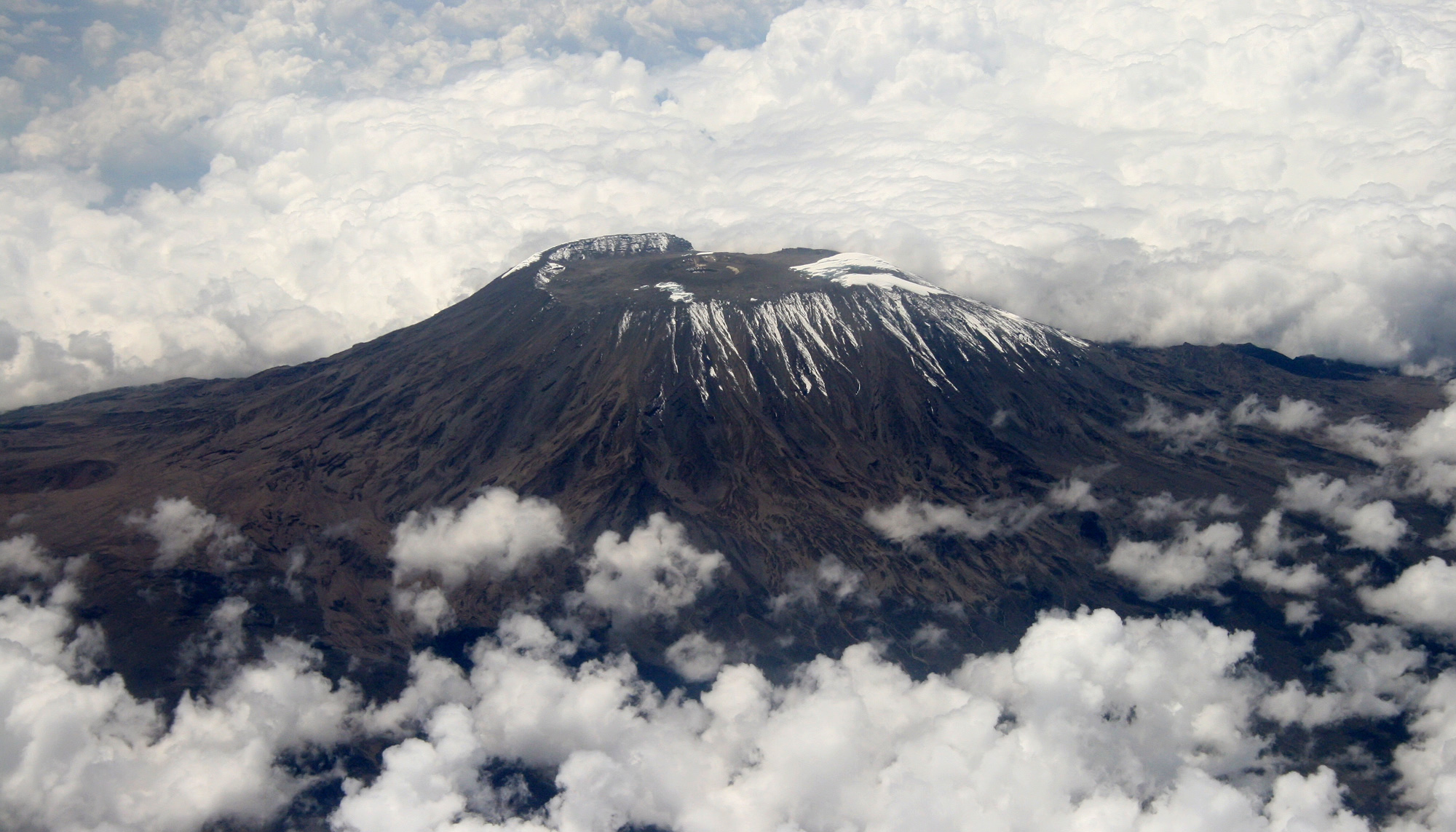
پارک ملی کلیمانجارو (تانزانیا )
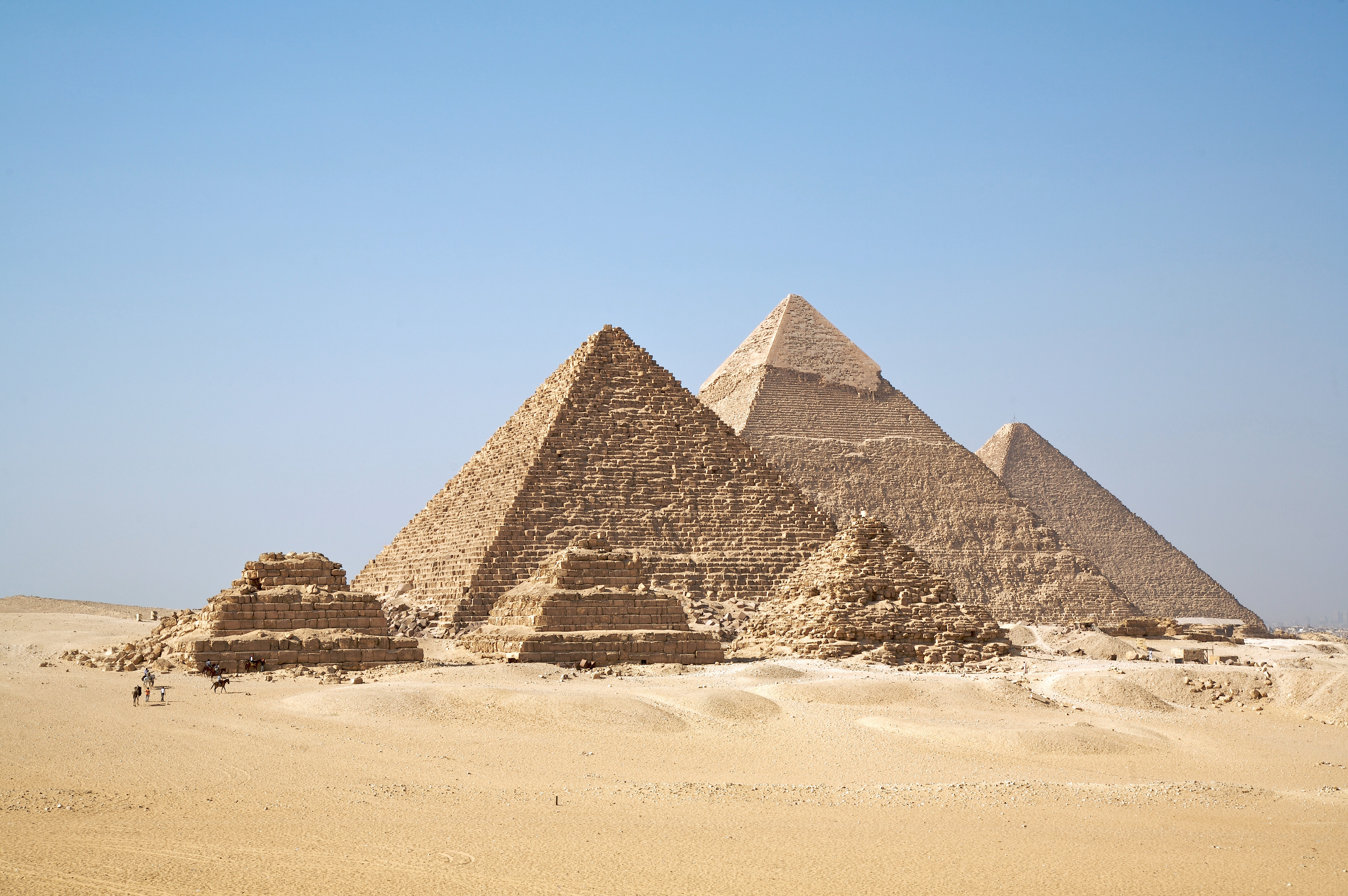
اهرام مصر (مصر)
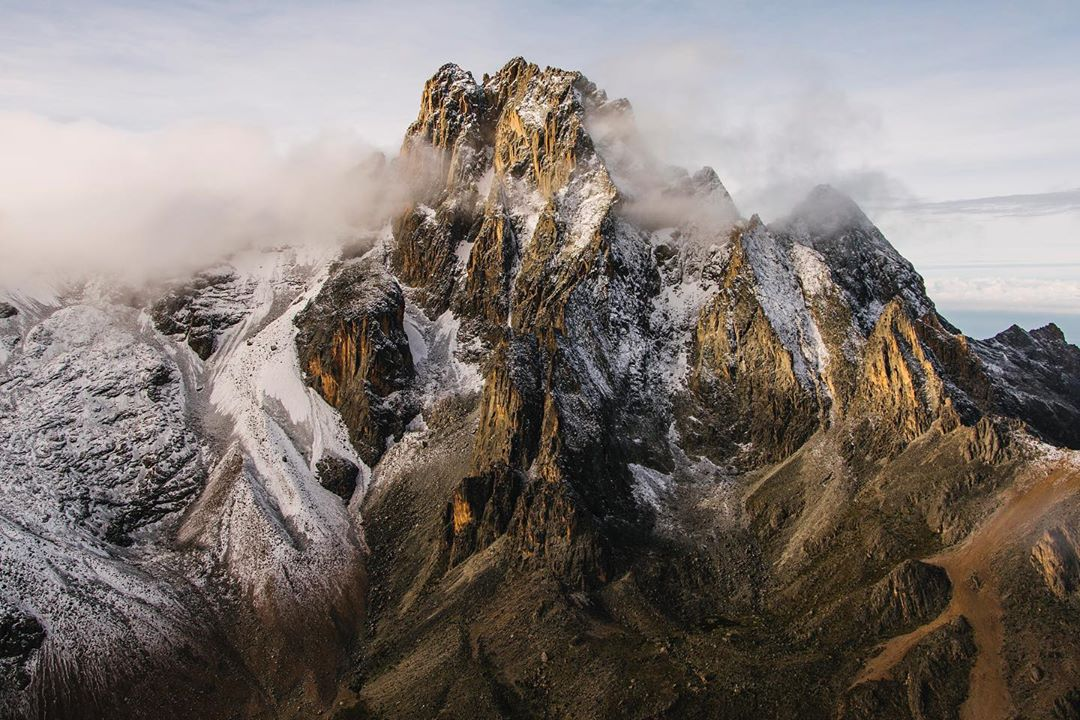
پارک ملی کوه کنیا (کنیا)
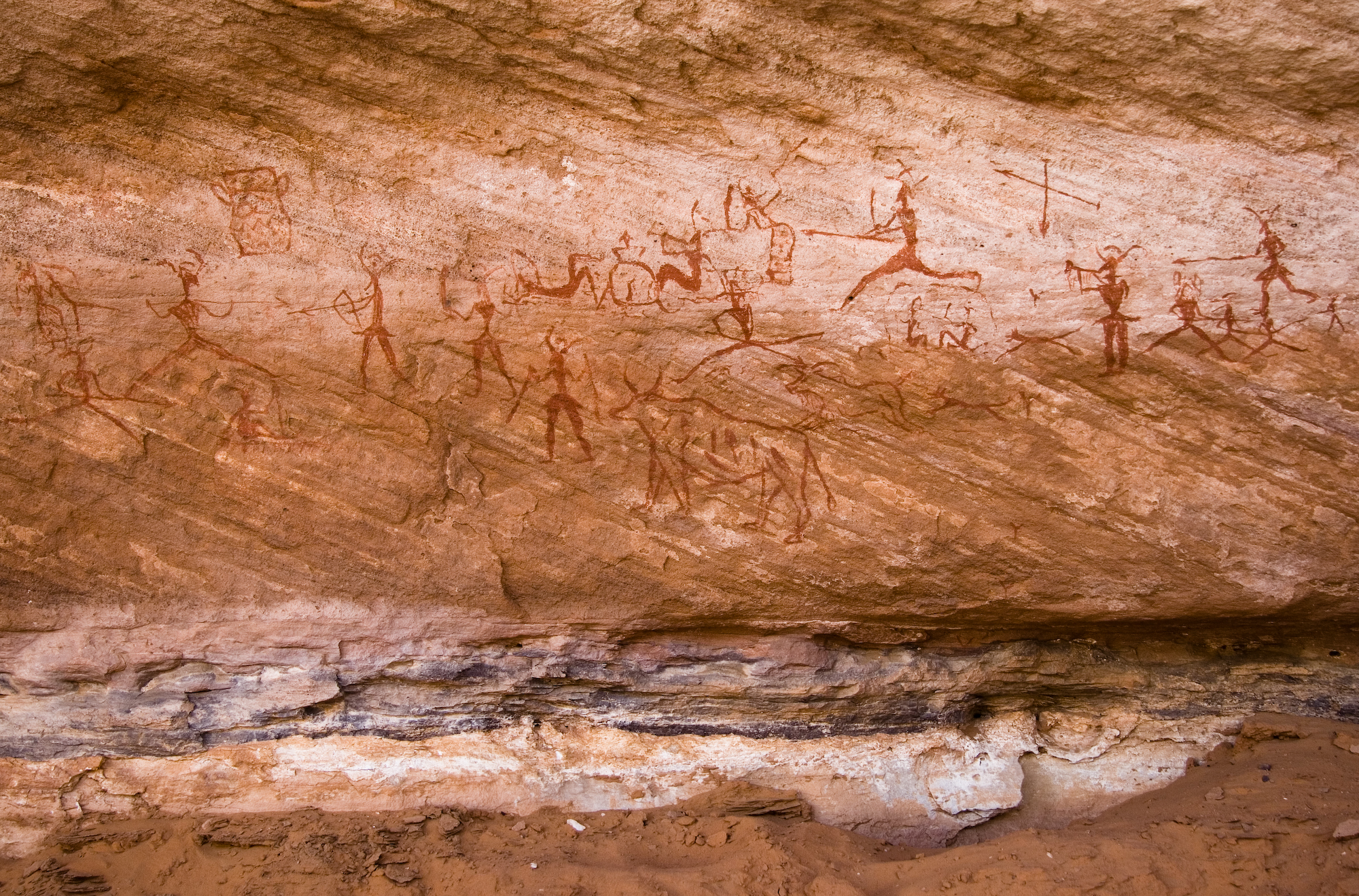
کوه‌های اکاکوس
(لیبی)

- فهرست میراث جهانی در آفریقا
  - فهرست میراث جهانی در آفریقای جنوبی
  - فهرست میراث جهانی در اتیوپی
  - فهرست میراث جهانی در بوتسوانا
  - فهرست میراث جهانی در تانزانیا
  - فهرست میراث جهانی در توگو
  - فهرست میراث جهانی در تونس
  - فهرست میراث جهانی در زامبیا
  - فهرست میراث جهانی در کشورهای عربی
  - فهرست میراث جهانی در کنیا
  - فهرست میراث جهانی در ماداگاسکار
  - فهرست میراث جهانی در مراکش
  - فهرست میراث جهانی در مصر
  - فهرست میراث جهانی در موریتانی

### آمریکا

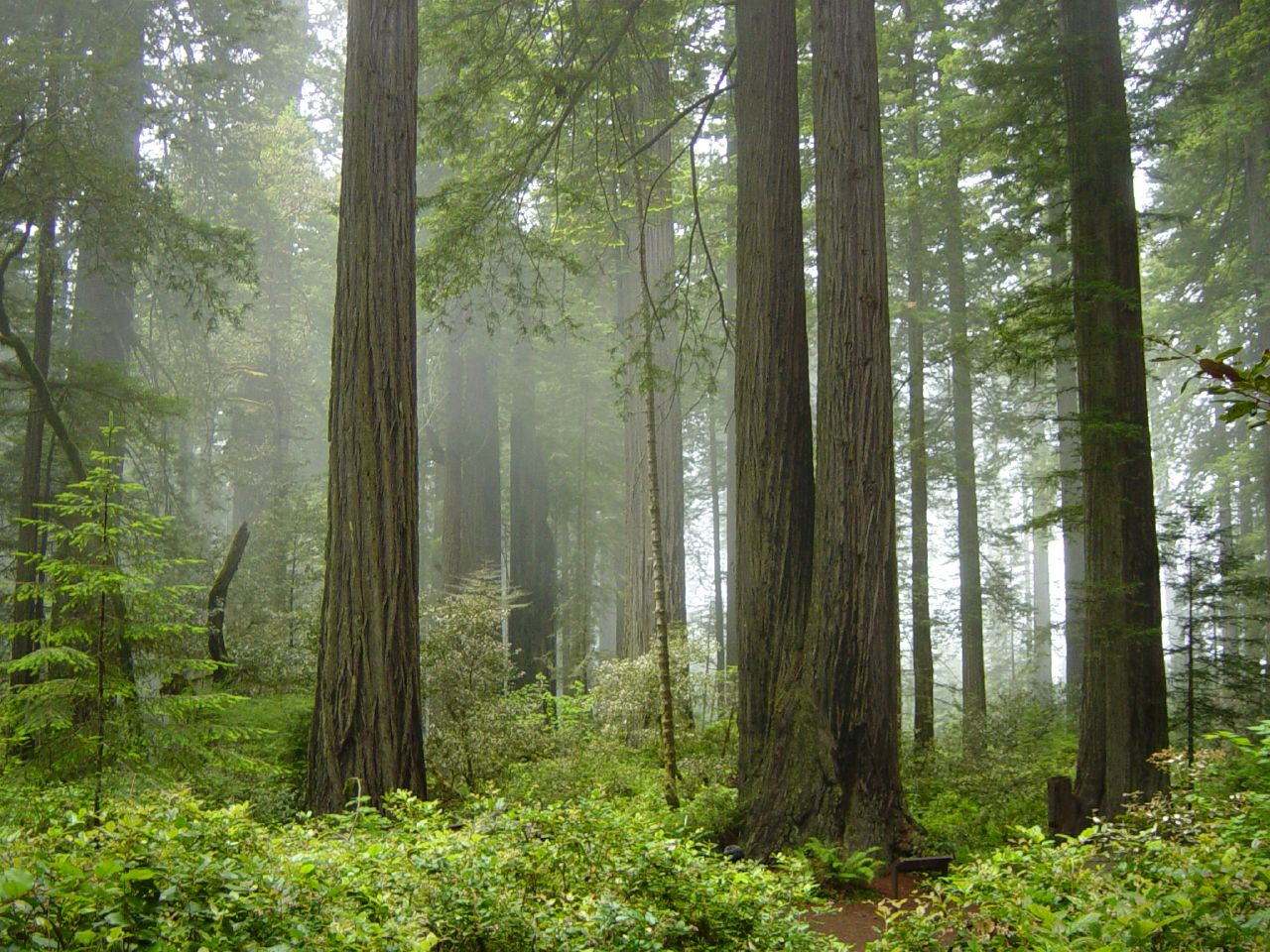
پارک‌های ملی و ایالتی ردوود (ایالات متحده آمریکا)
چیچن ایتزا (مکزیک)
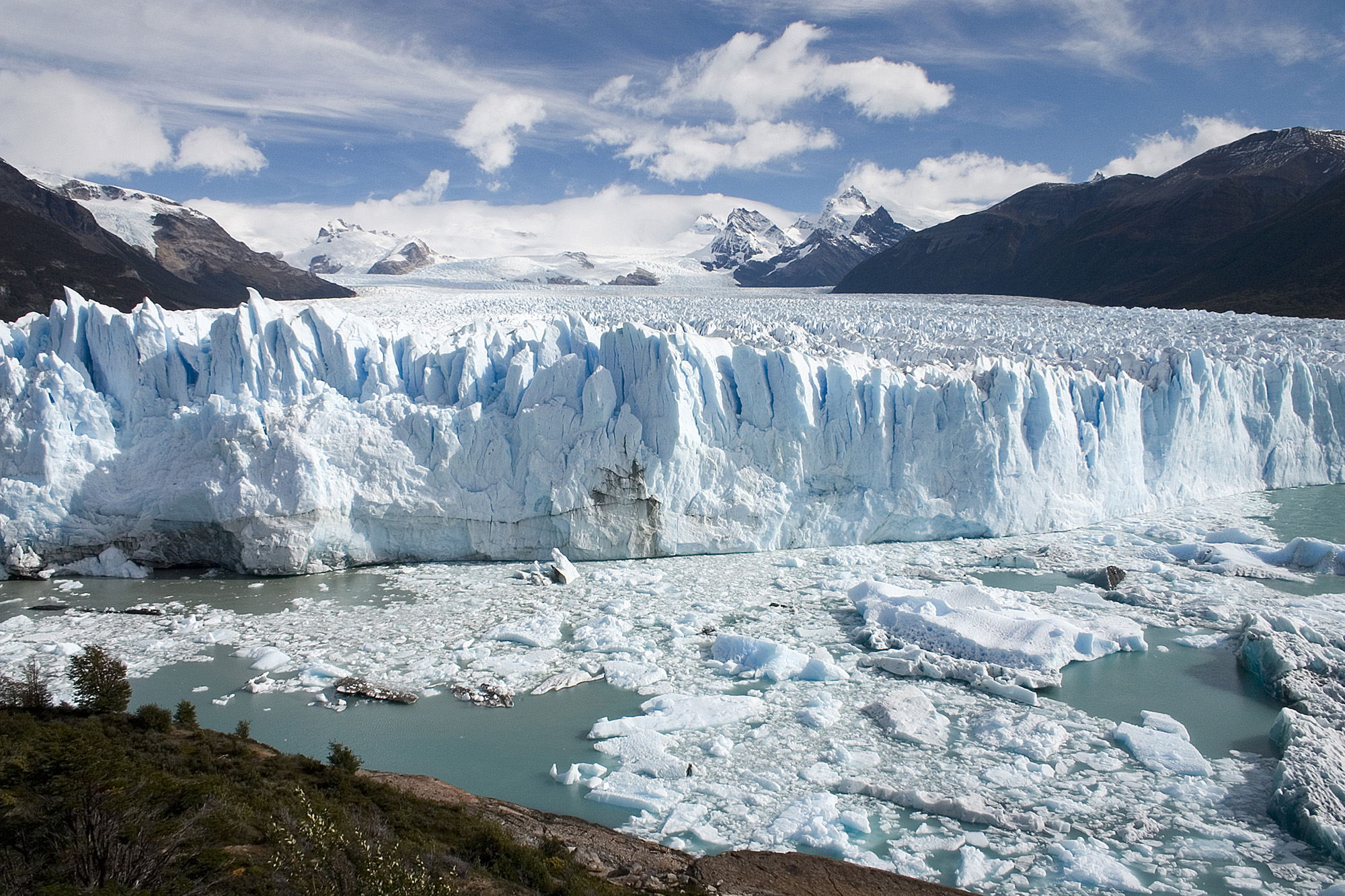
پارک ملی لس‌گلاسیرز (آرژانتین)
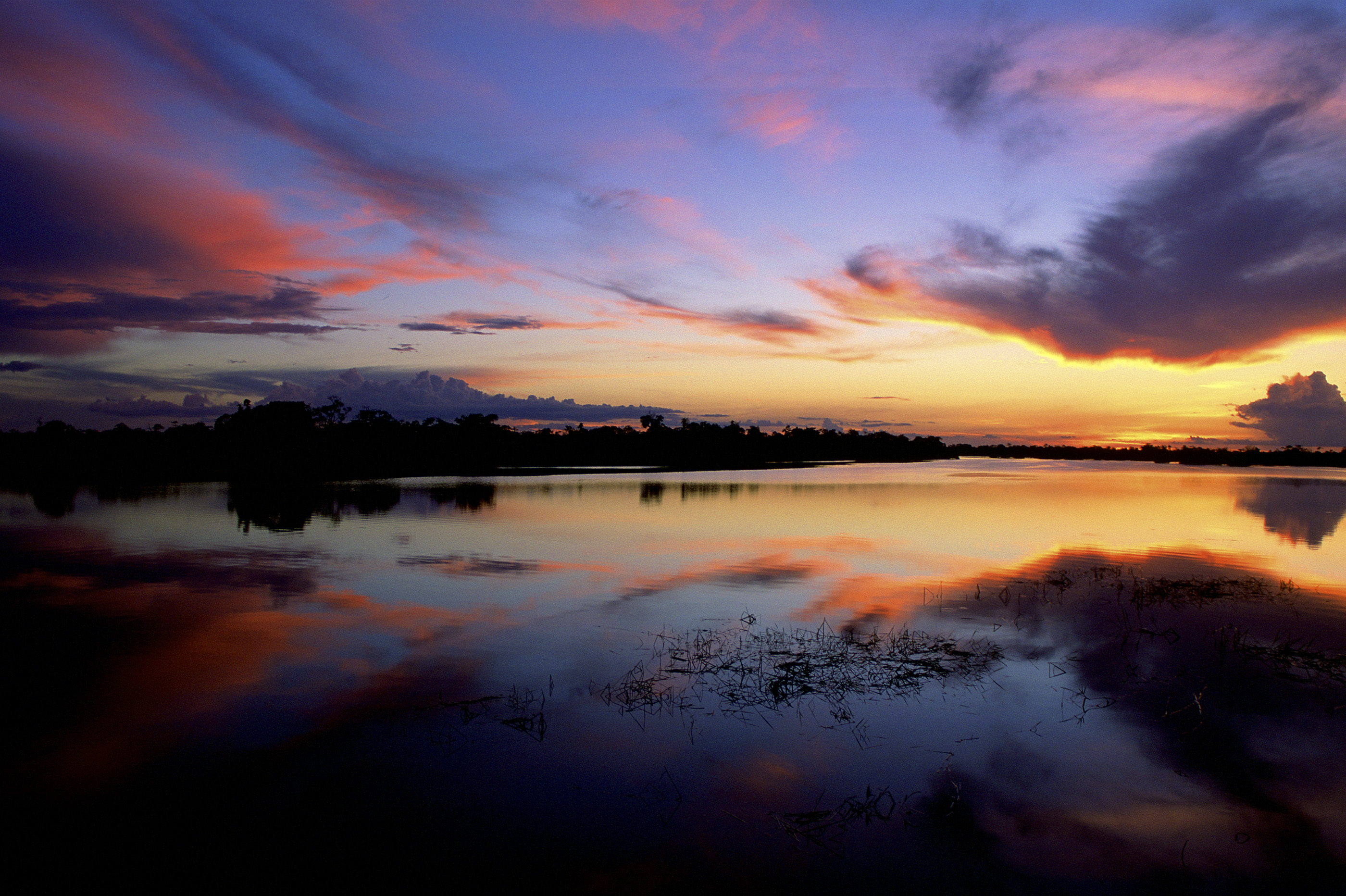
پارک ملی جاو
 (برزیل)

- فهرست میراث جهانی در دریای کارائیب
  - فهرست میراث جهانی در کوبا
- فهرست میراث جهانی در آمریکای مرکزی
- فهرست میراث جهانی در آمریکای شمالی
  - فهرست میراث جهانی در کانادا
  - فهرست میراث جهانی در ایالات متحده آمریکا
  - فهرست میراث جهانی در مکزیک
- فهرست میراث جهانی در آمریکای جنوبی
  - فهرست میراث جهانی در آرژانتین
  - فهرست میراث جهانی در برزیل
  - فهرست میراث جهانی در شیلی
  - فهرست میراث جهانی در کلمبیا
  - فهرست میراث جهانی در پرو

### اروپا

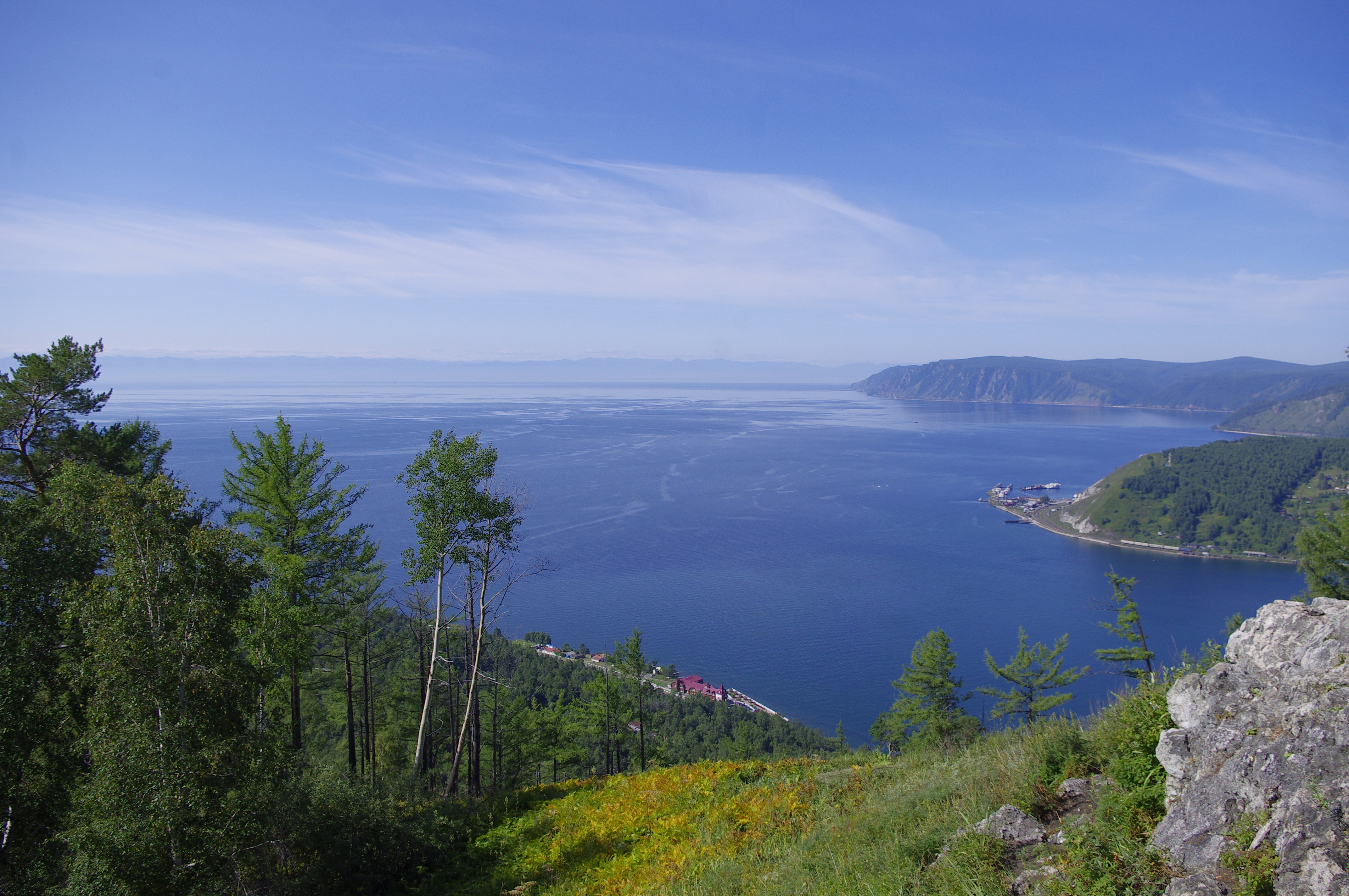
دریاچه بایکال (روسیه)
معدن  زولورین (المان)
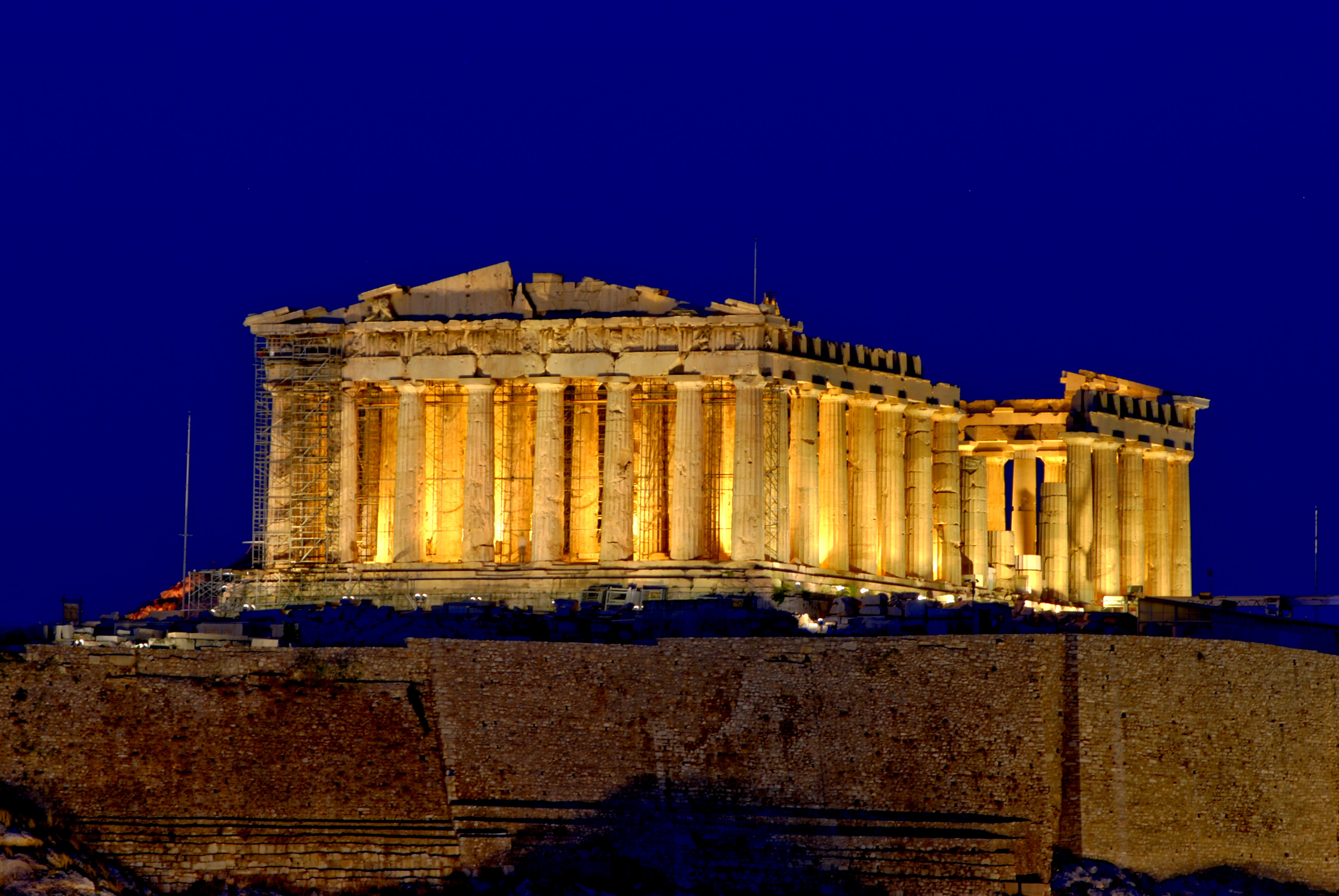
آکروپولیس (یونان)
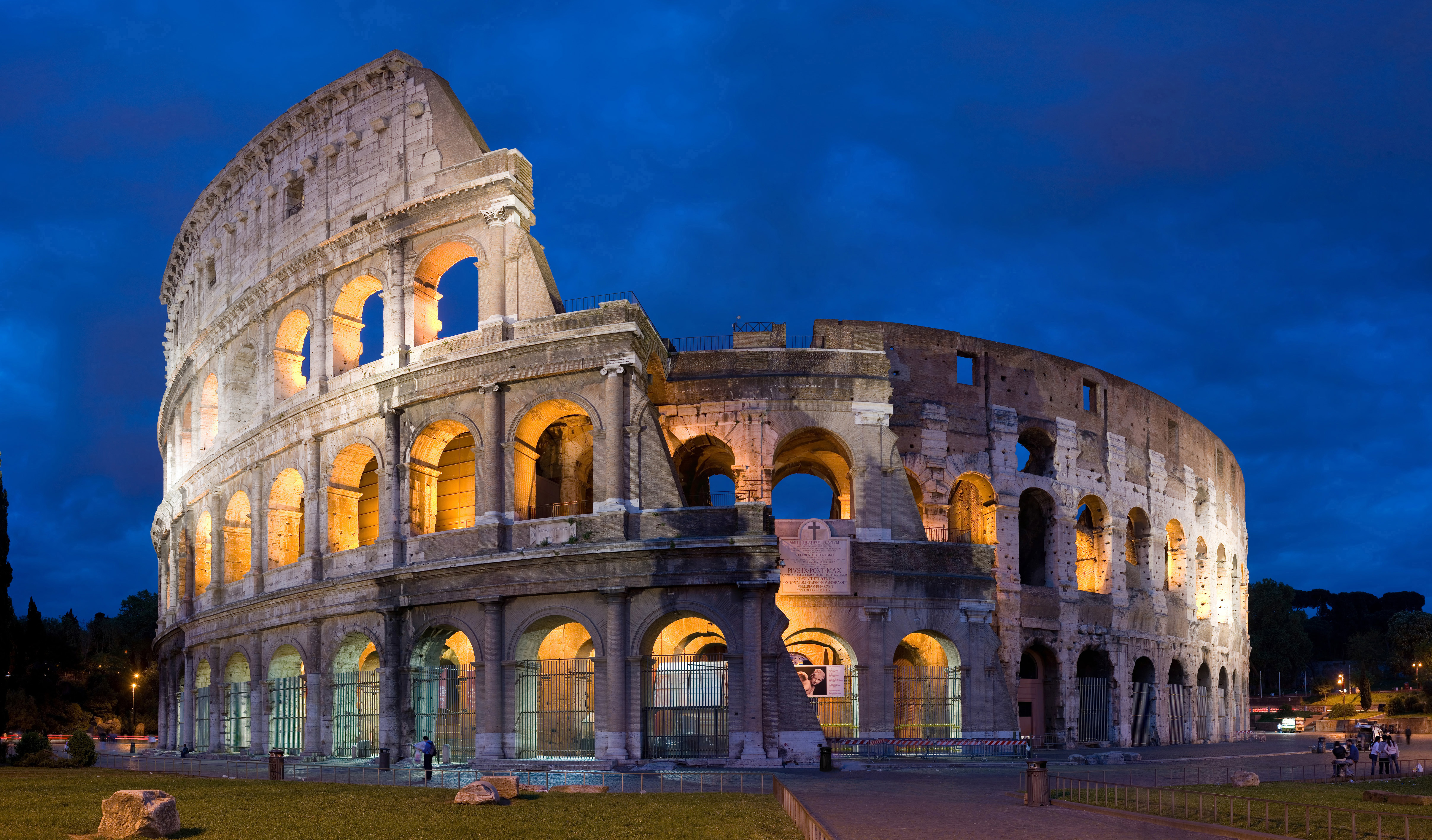
کولوسئوم
(ایتالیا)

- فهرست میراث جهانی در اروپای شرقی
  - فهرست میراث جهانی در آلبانی
  - فهرست میراث جهانی در ارمنستان
  - فهرست میراث جهانی در جمهوری آذربایجان
  - فهرست میراث جهانی بلاروس
  - فهرست میراث جهانی در بوسنی و هرزگوین
  - فهرست میراث جهانی در بلغارستان
  - فهرست میراث جهانی در کرواسی
  - فهرست میراث جهانی در جمهوری چک
  - فهرست میراث جهانی در گرجستان
  - فهرست میراث جهانی در مجارستان
  - فهرست میراث جهانی در مونته‌نگرو
  - فهرست میراث جهانی در مولداوی
  - فهرست میراث جهانی در مقدونیه شمالی
  - فهرست میراث جهانی در لهستان
  - فهرست میراث جهانی در رومانی
  - فهرست میراث جهانی در روسیه
  - فهرست میراث جهانی در صربستان
  - فهرست میراث جهانی در اسلواکی
  - فهرست میراث جهانی در اسلوونی
  - فهرست میراث جهانی در اوکراین
- فهرست میراث جهانی در شمال اروپا
  - فهرست میراث جهانی در دانمارک
  - فهرست میراث جهانی در استونی
  - فهرست میراث جهانی در فنلاند
  - فهرست میراث جهانی در جزیره
  - فهرست میراث جهانی در لتونی
  - فهرست میراث جهانی در لیتوانی
  - فهرست میراث جهانی در نوروز
  - فهرست میراث جهانی در سوئد
- فهرست میراث جهانی در جنوب اروپا
  - فهرست میراث جهانی در آندورا
  - فهرست میراث جهانی در قبرس
  - فهرست میراث جهانی در یونان
  - فهرست میراث جهانی در ایتالیا
  - فهرست میراث جهانی در مالت
  - فهرست میراث جهانی در پرتغال
  - فهرست میراث جهانی در سن مارینو
  - فهرست میراث جهانی در اسپانیا
  - فهرست میراث جهانی در ترکیه
  - واتیکان خود یک سایت میراث جهانی است
- فهرست میراث جهانی در اروپای غربی
  - فهرست میراث جهانی در تریش
  - فهرست میراث جهانی در بلژیک
  - فهرست میراث جهانی در فرانسه
  - فهرست میراث جهانی در آلمان
  - فهرست میراث جهانی در لوکزامبورگ
  - فهرست میراث جهانی در هلند
  - فهرست میراث جهانی در جمهوری ایرلند
  - فهرست میراث جهانی در سوئیس
  - فهرست میراث جهانی در بریتانیا
  - فهرست میراث جهانی در اسکاتلند

### اقیانوسیه

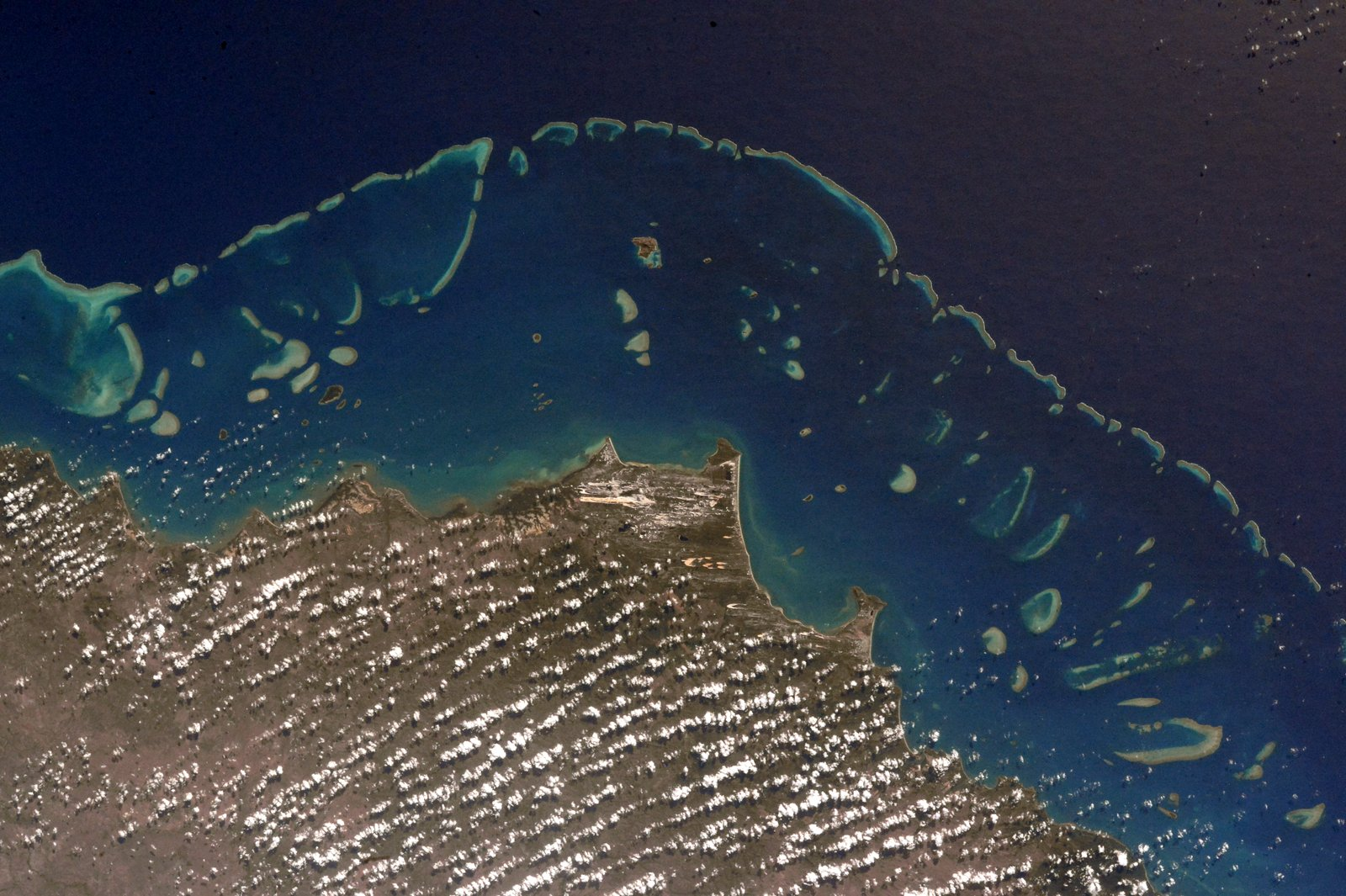
دیواره بزرگ مرجانی (استرالیا)
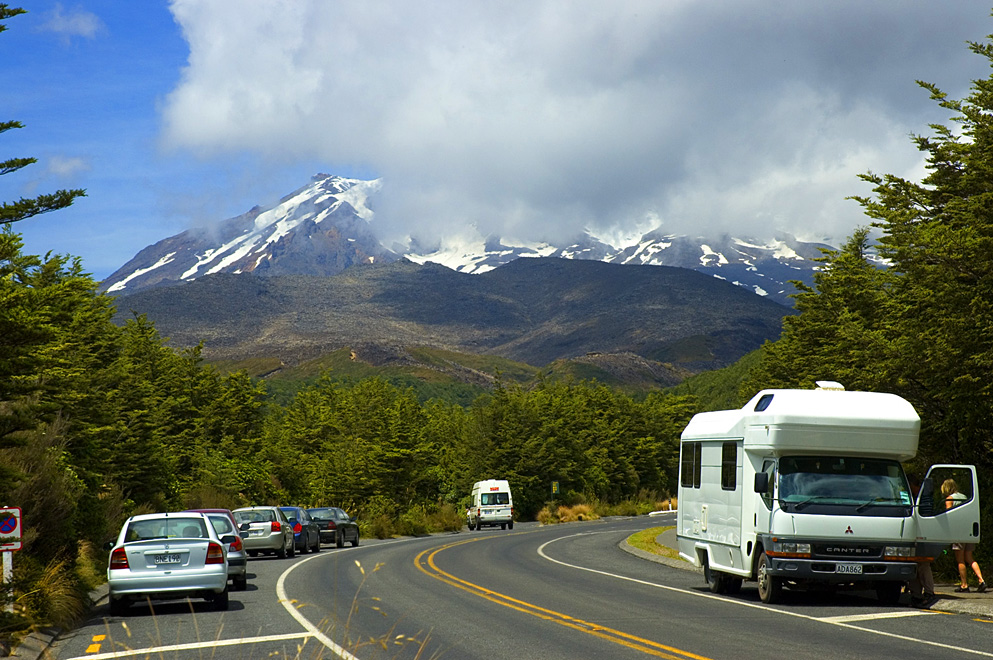
پارک ملی تونگاریرو (نیوزیلند)
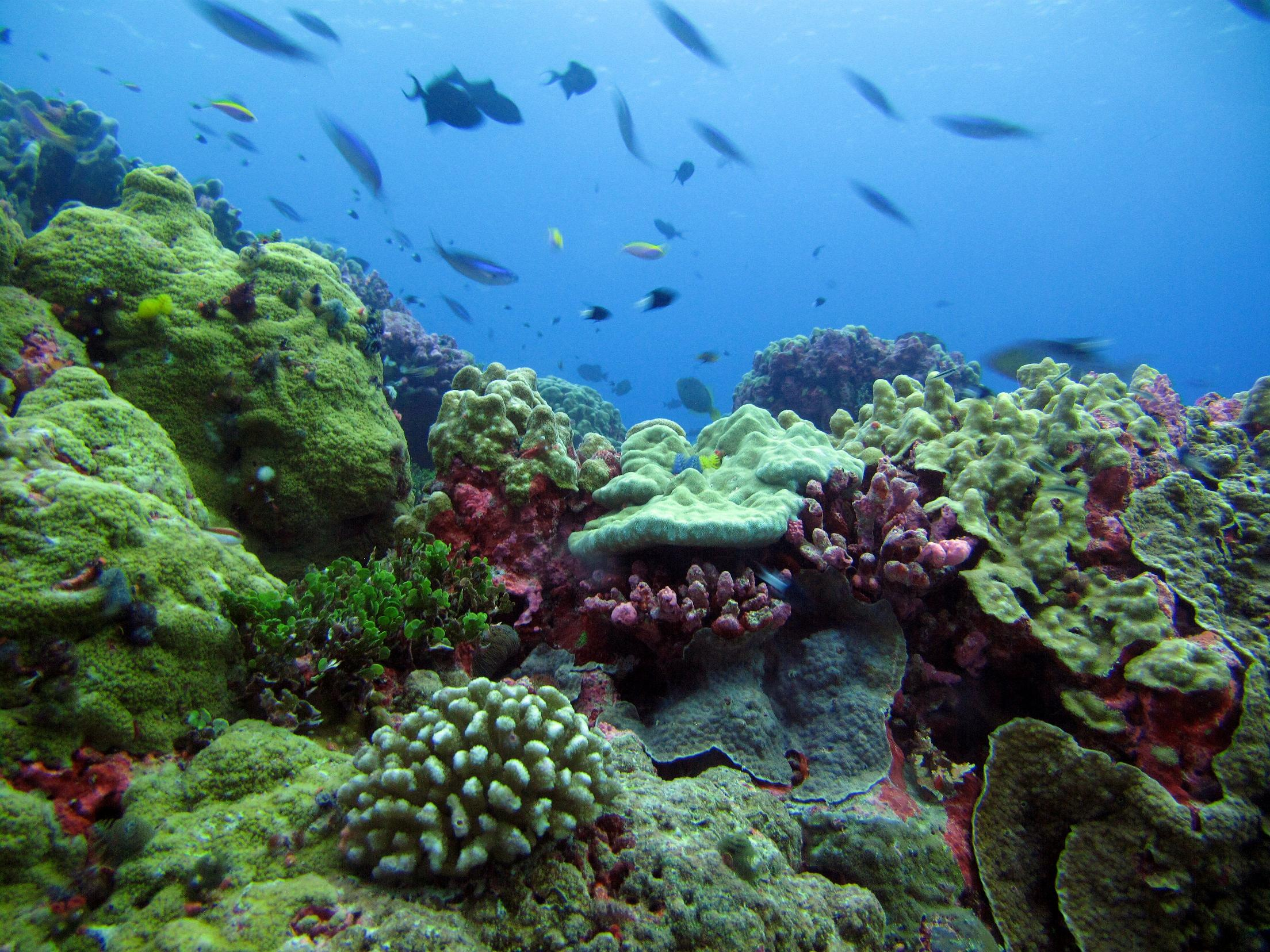
جزایر فینیکس (کیریباتی)
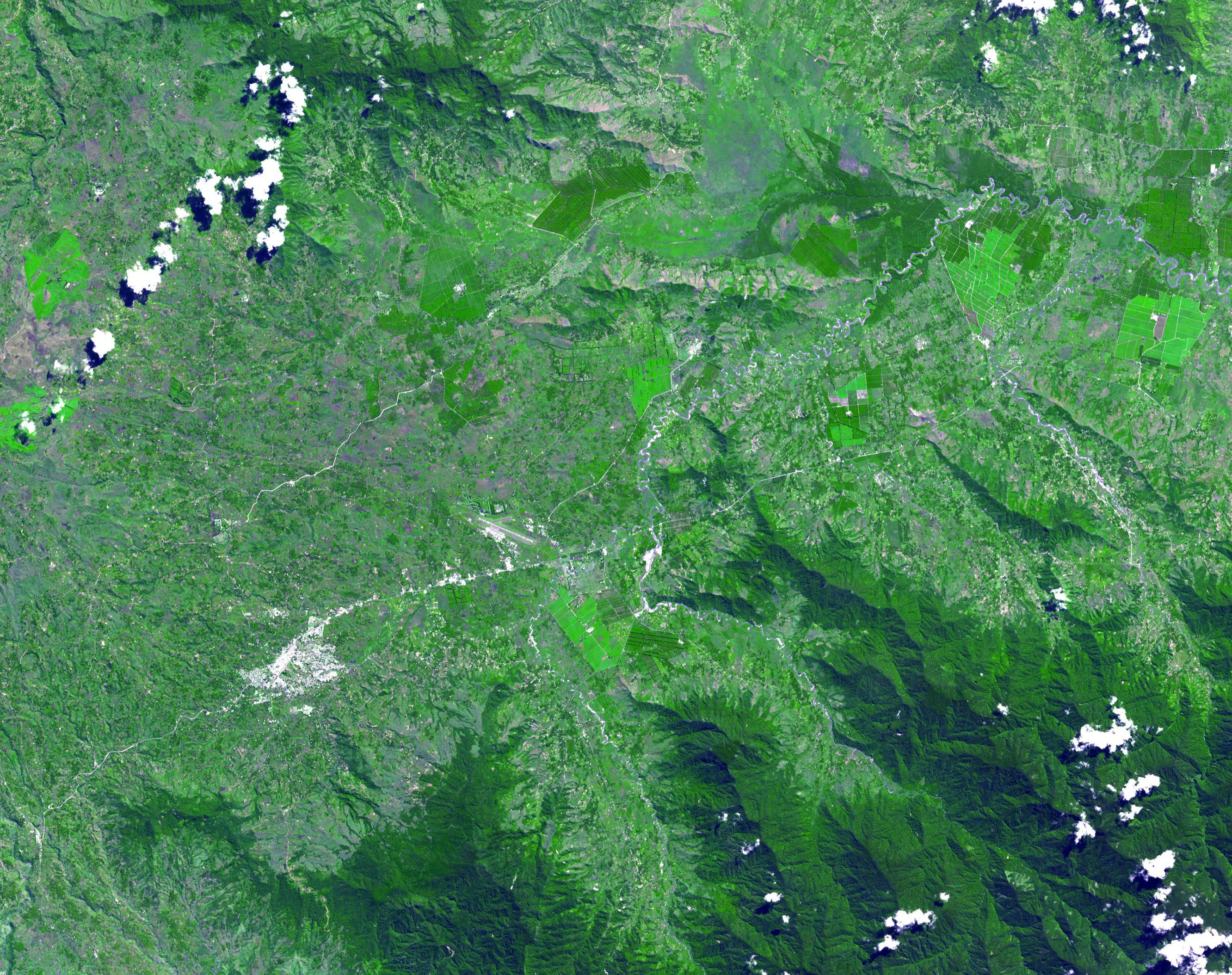
باتلاق کوک
(پاپوآ گینه نو)

- فهرست میراث جهانی در اقیانوسیه (استرالیا، کیریباتی، نیوزیلند، پاپوآ گینه نو، و سایر جزایر اقیانوس آرام)